# Strøget

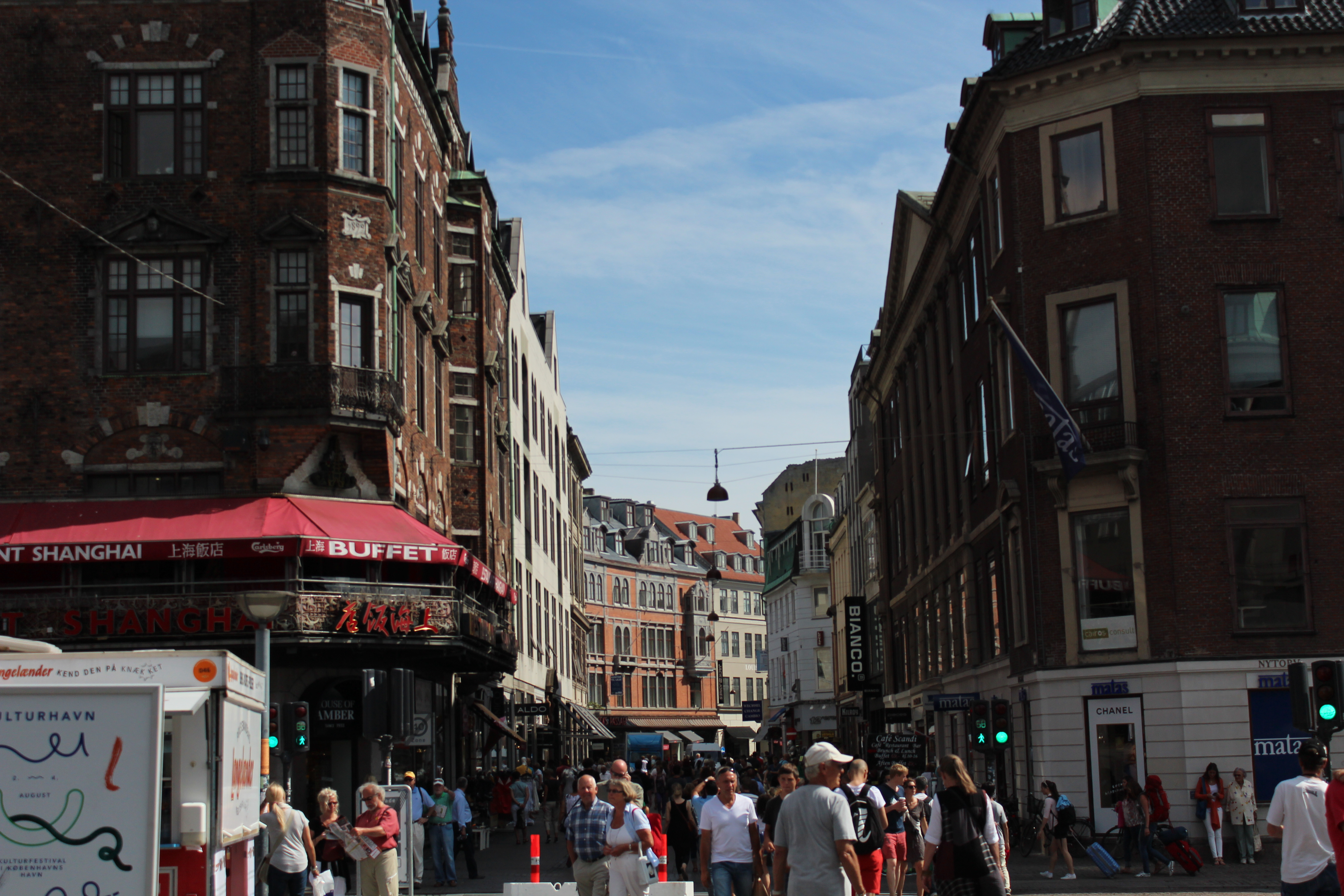
Strøget sett från Gammeltorv/Nytorv

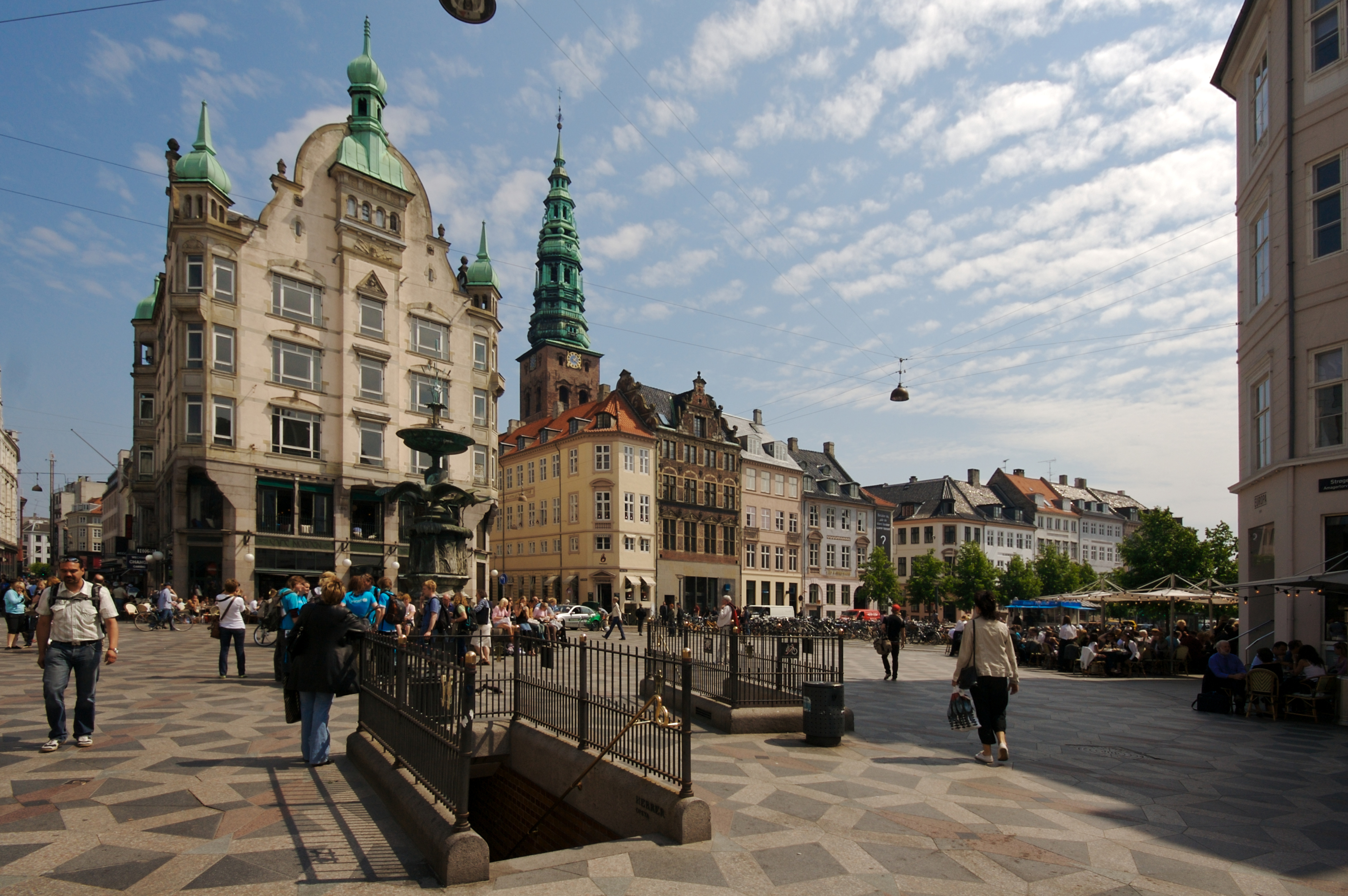
Strøget vid Amagertorv, 2005

Strøget är ett gångstråk i Indre By i Köpenhamn i Danmark. Det är ett populärt turistmål och nämns ofta som världens längsta gågata. Strøget är ett namn som har rötter från 1890-talet.
Strøget går mellan torgen Rådhuspladsen i väster och Kongens Nytorv i öster och är 1,1 kilometer långt. Det består av flera gator och torg: 
- Frederiksberggade
- Gammeltorv och Nytorv
- Nygade
- Vimmelskaftet
- Amagertorv
- Østergade

Strøget blev gågata på 1960-talet, då bilar börjat dominera Köpenhamns Indre By, vilken bestod av många äldre smågator. Kommunalpolitikerna införde 1962 på försök en gågata, som var Danmarks och en av världens första i sitt slag. Försöket permanentades 1964, och sedan dess har Strøget blivit en modell som ofta efterliknas på andra platser. Den danska arkitekten Jan Gehl var tongivande i skapandet av gågatan.
Vid Kongens Nytorv ligger bland annat Det Kongelige Teater.
Parallellt, norr om, löper Strædet.